# スリラー・イン・マニラ
スリラー・イン・マニラ（Thrilla in Manila）は、1975年10月1日にフィリピンのマニラで行われたプロボクシングWBA・WBC世界統一ヘビー級タイトルマッチ「モハメド・アリ対ジョー・フレージャー第3戦」の通称である。名称は記者会見でフレージャーを侮蔑するアリのセリフ「killa and a thrilla and a chilla, when I get that gorilla in Manila」に由来する。
この試合は、ボクシング史上最高の、そして最も残酷な試合のひとつとされており、両者の3度にわたるライバル関係の頂点であり、アリは2勝1敗で勝利した。この試合は、全世界で推定10億人の視聴者を記録し、そのうち1億人は閉回路シアターテレビで観戦し、50万人はHBOホームケーブルテレビで有料視聴した。

## 概要
1974年10月にアリがジョージ・フォアマンから奪ったWBA・WBC統一ヘビー級タイトルの4度目の防衛戦。
約27000人の観客の熱気で最高摂氏49度にまで達した室内会場での消耗戦の末、14回終了後、フレージャーが椅子から立ち上がれず、アリがTKO勝ちした。

## 評価
試合内容やイベントの歴史的意義などで評価が分かれている。

## エピソード
海外メディアのために会場の「アラネタ・コロシアム」が「フィリピン・コロシアム」と改名された。のちに「アラネタ・コロシアム」に再改名。
フィリピン国民が試合を観戦するため、フェルディナンド・マルコス大統領の宣言により特別に休日となった。